# ドルアーガオンライン THE STORY OF AON
『ドルアーガオンライン ザ・ストーリー・オブ・オーン』(DRUAGA ONLINE THE STORY OF AON) は、日本で2006年4月4日から正式稼働したバンダイナムコゲームス（ナムコレーベル）の業務用オンラインゲーム。「バビロニアン・キャッスル・サーガ」を題材とし、ネットワークを通じて最大4人による協力プレイが可能なMORPGである。
2009年10月1日午前2:00をもって、ネットワーク接続サービスの提供が終了した。

## ゲームシステム
筐体は、キャラクターメイキングや装備品の変更などといったゲームプレイの準備を行うコミュニケーションタワーと、各プレイヤーが実際にゲームプレイを行うステーション4台で構成される。タワーは店舗内サーバを兼ねている。
コミュニケーションタワー・ステーション共に基本的な操作は全てタッチパネル上に表示されるオブジェクトやアイコンに直接触れることによって行われる。ステーションにはさらにボタンがひとつ設けられ、ゲーム中は攻撃ボタンとして割り振られている。このボタンの操作によって連続攻撃や溜め攻撃などを行う。
ゲームは、ミッションクリア型のアクションRPG。ゲームの舞台となるオーンの地に攻め込んだドルアーガ率いる魔軍を倒すことが最終目的となる。
ミッションには、ストーリーに沿って進められるエピックと単発ミッションのクエストがあり、さらにエピックはプレイヤー単独で挑むシングルエピックと他のプレイヤーと共闘できるパーティエピックに分けられる。クエストは全てパーティクエストとなる。
1回のゲームプレイは、キャラクターのHPが 0 になってゲームオーバーとなるかミッションをクリアすると終了となる。ミッションクリア後、プレイ中に獲得したお金とアイテムの配分とゲームプレイに応じたポイントの加算が行われる。ゲームオーバーの場合もお金とポイントは加算されるが、アイテムは入手できない。
獲得したポイントの累積によってキャラクターのランクが上がる。ランクが上がると新たな特殊能力を覚えたり、より強力な装備品を扱えるようになる。
ゲームプレイの経過はコミュニケーションタワーで発行される ICカードによって管理される。ICカードは、キャラクターの情報を記録するカードの他、獲得したアイテムを溜めておく倉庫カードがある。倉庫カードは特定のキャラクターカードと関連づけられ、キャラクターが複数の倉庫カードを持つことは可能だが、倉庫カードを複数のキャラクターが共有することは出来ない。

## キャラクター

### プレイヤーとして選べるキャラクター
プレイヤーズ・キャラクターとして選べるキャラクターには、バビロニアン・キャッスル・サーガの主人公であるギルとカイの他、『ワルキューレの冒険 時の鍵伝説』等の主人公であるワルキューレ、本作のオリジナルキャラとなるゼオバルガが用意されている。
ギルガメス
初級者向け。防御力の高い近接戦闘タイプ。ゲームの基本操作を知るには最適なタイプ。装備アイテムも攻撃速度がやや遅いものが多いこと以外は攻守共に高水準。盾を構えることで正面からの物理攻撃を無効化できるほか、無敵時間の長い技を多数習得するのも扱いやすさの一因となっている。通常の移動速度が遅く、それを改善する装備が限られていたが、バージョンアップによって移動速度や攻撃速度を補う装備・アイテムが追加された。
今回はバビロニアン・キャッスル・サーガより8年が経過し、既に復興したバビリムの王となっているという設定であるため、後述のヤング・カイを見て「若い!?」と驚くシーンもある（一方のヤング・カイはギルを見て「渋い!?」とのこと）。
敵をダブルタッチして行うダッシュ斬りと、前述のシールドガード（ボタン押しっぱなし）を固有アクションに持つ。
ワルキューレ
中級者向け。弓兵タイプ。移動速度、攻撃速度が速いが、攻撃力や防御力は低い。そのため中級者向けとあるが、実際は非常に扱いが難しい。装備アイテムは攻撃力を補うものが終盤に登場するが、防御力を補うものは少ない。また、レアリティの高いアイテムを材料とする実用装備が比較的多いため、扱いにくさに拍車をかけていると思われる。
画面をスラッシュして発動する羽ばたき（回避行動）と、ボタン長押し攻撃のパワーソードが使える。後者は接近戦で有効。
ヤング・カイ
上級者向け。移動速度の速い魔術師タイプ。最大HPが少なく、防御力も低いが、被ダメージを無効化する特殊技を最初から使用できる。そのため、ワルキューレよりも防御面の不安は少ない。他のキャラクターと違い、指定したポイントへ瞬時に移動する特殊な移動形態を持つ。数値上の攻撃力が知力に依存するのはこのキャラクターのみである。
実は彼女は「この世界の過去から来たカイ」ではなく「平行世界から召喚されたカイ」である。魔軍の参謀、ゲイトが持つ「時の杖（ワンド・オブ・タイム）」の死の運命にあるものを召喚する力によって召喚された。ウィスプによって殺される間際にこの世界に召喚されたため、元の世界に戻ったら自分が死ぬことを知らない。
通常攻撃のファイヤーボールは、チャージすることで破壊力が増し、フルチャージで爆風が発生する。
ゼオバルガ
上級者向け。最も攻撃力が高いロボットタイプ。キャラクター中唯一、両手で攻撃を行う。初期状態での移動速度は遅いが、装備する脚部のタイプによって改善されることがある。ギルガメス同様の近接戦闘タイプで、あちらほど防御力があるとは言い難いが、両手によるパンチ攻撃はヒットバックが出ないため、手数に優れており、攻撃が最大の防御ともいえる。
画面をはじくと、その方向に移動し続けるスラッシュ移動（移動速度が少しだけ上がる）と、タメ攻撃で敵の物理攻撃を相殺する能力を持つ。相殺成功時はAPを回復する。

### プレイヤーキャラの協力者
イシター
シリーズお馴染みの女神。ギルガメスに黄金の鎧を与える他、旅のヒントをくれたり、突如現れては何かを示唆したりと様々な場面で登場する。
イナーナ
オーン王家の末裔である姫君で、イシターと容姿が瓜二つ。シナリオによって、護衛対象だったり、プレイヤーを援護してくれる場合がある。
ラビ、ラギ、ララ
ゼオバルガの石版があった付近の村に住んでいた3兄妹。村が壊滅させられたのを機に、ゼオバルガの記憶を取り戻す旅に同行することになる。
聖竜クオックス
ドルアーガの塔にいたものとは別個体。呪縛から解放すると、プレイヤーに魔軍討伐の手がかりを教えてくれる。
オーン軍の人々
クエストによっては、騎士団長コルテスをはじめとする、魔軍に抵抗する人々が登場する。魔軍侵攻当初は戦うことすらままならなかったが、プレイヤーキャラクター達により訓練され戦闘能力を身につけたという。

### ドルアーガの魔軍、その他の敵
悪魔ドルアーガ
かつてギルガメスによって下されたはずの悪魔だが、魔軍残党の手引きにより復活、オーン侵攻をかける。本作には親衛隊がおり、それぞれに強力な武器を与えているという。
魔軍の参謀ゲイト
ワンド・オブ・タイム（時の杖）を操る、ドルアーガ魔軍所属の魔術師だが、何かと謎が多い。
悪魔アンシャー
ドルアーガ亡き後、それに乗じて魔界の覇権を握ろうとしたことがある悪魔。エピックには登場しない。
ティアマット
「混沌竜」と呼ばれ、何処にも属しない強力なモンスター。エピックには登場せず、上位モンスターのカオスティアマットや、小型のティアマットジュニアが存在する。

### ライバルキャラクター
プレイヤーキャラクターと何度か刃を交えることになるキャラクター。
クロムナイト
ギルガメスのライバルキャラクター。憎悪を力に変えるクロムの鎧を纏った、「黒金の騎士」。ギルガメスを激しく憎悪し、戦いを幾度となく挑んでくるが、常に正々堂々と戦う。技そのものはギルガメスのそれと酷似しているが、移動形態がワープとなっている。
正体はヤング・カイ同様にゲイトによって召喚された「平行世界（前述のヤング・カイと同じ世界であるのかは不明）のギルガメス」。ゲイトから、「この世界のカイ（ヤング・カイのことを指すのか、あるいは現在の世界のカイを指すのかは明言されていない）」を与えると約束されている。
ブラックワルキューレ
ワルキューレのライバルキャラクター。神の使徒であるワルキューレと同等の力を備えているが、視力は皆無。外見はワルキューレに似ているが、大鎌を装備しているのが最大の違い。ワルキューレ同様の精霊召喚の術のほか、大鎌を振り回して相手を気絶させたり、無数のジャベリンを上空から降らせる技を使用する。ヤング・カイと同じ移動形態を持つ。
正体はワルキューレから失われた神の力の塊「キララ」と魔界の土くれからゲイトが造った人工生命体。彼女の目が殆ど見えないのは、ワルキューレに残された神の力が「鷹の目（強力な視力）」であったためである。まだ生み出されて間もないためか性格は素直で、本当は戦いも好きではない。ゲイトから「完全な命になるにはワルキューレの命を得なければならない」と教えられたため、戦いを決意する。
サキュバス
ヤング・カイのライバルキャラクター。ドルアーガに仕える妖艶な夢魔。その姿は変幻自在で、女神イシターをはじめとする様々な人物に化けることで相手を欺くこともある。戦闘時にも無数の蝙蝠に分裂して移動したり、広範囲に氷塊を降らせたりと、特殊な攻撃が多い。また、配下のモンスターたちを引き連れて現れることもある。
テンペスト
ゼオバルガのライバルキャラクター。魔軍ではなく、天界の主神アヌの作り出した女性型ゴーレム。「テンペスト」は総称であり、それぞれ「雨のレイン（胴体の色が紫）」、「風のアネモネ（青）」、「雷のブロンテ（緑）」と名乗る。ゼオバルガを「神々の敵」と呼び、魔軍には目もくれずに襲い掛かる。

### モンスター

#### 通常のモンスター
シリーズに登場したモンスターの多くが登場する。
スライム族
シリーズ同様、強くないモンスター。呪文を吐くものもいる。
マジシャン族
魔法攻撃とワープ移動を駆使する。物理攻撃にたいへん弱い。
ウーズ族
移動中と硬化中は完全無敵になる。明らかにスライム族より強いと言える。
アーチン族
触れるとダメージを受け、触り続けているとどんどんHPが減る。ヤング・カイのプロテクションの天敵。
ローパー族
アーチン族同様接触ダメージがある。この接触は、ギルガメスの盾ガードが可能で、どんどんAPが増える。
ウィスプ族
特定のクエストに登場。当初は触ると即死だったが、バージョンアップにより触ると大ダメージとなった。
ブルーナイト族
やはりナイト族では最弱。「ナイトメア」のブルーエーセスが加わっている。
ブラックナイト族
プレイヤーを感知すると、槍を構えて突進してくる。喰らうとダウンさせられるが、かわしたりガードできる。
ミラーナイト族
本作では最初から移動速度が高く、振りかぶりも速い。攻撃力はそこまで高くない。
ハイパーナイト族
「ナイトメア」と異なり大柄。動きは鈍いが一撃が重いものとなっている。
リザードマン族
ハイパーナイト族同様気絶攻撃を持つが、それも大振り。「ピンクソード」がドロップアイテムに存在する。
レッドナイト族
パターンはブルーナイト族に近似しているが、そこそこ硬く攻撃もミラーナイト族並みに素早い。
ゴースト族
普段は消えたりして見づらいが、キャンドルを使うことで視認しやすくなる。
アンデッド族
骸骨兵。通常攻撃で倒すと一度復活するが、フォースでとどめを刺せば復活しない。
スピリット族
「ナイトメア」から登場。物理攻撃耐性が高いが、フォースに対する耐性は非常に低い。
スカウト族
ちょこまかと動き回るため、気絶攻撃を用いて動きを封じたい種族。
シーフ族
スカウト族と傾向は似通うが、こちらはナイフを投てきしてくる。
天界の兵士たち
主に天界関係のクエストに登場。動きは各ナイト族と同じで、黄金の鎧に身を包む厳格なる戦士たち。
オーン騎士団
騎士団とは共同訓練で戦うことがある。
ドルアーガ親衛隊
ナイト族の上位版。ダークネスアクス（闇の斧）、デススピアー（死の槍）、ブレードオブカオス（混沌の刃）、カースドシールド（呪われし盾）、デモニックハンマー（悪魔の鉄槌）でなる。強敵。

#### レアモンスター
クエスト中まれに出現し、討伐できればレアアイテムを入手できるかもしれない。基本的には、上記通常モンスターの種族を基幹とし、色が異なり異様な攻撃力を持っているものも。下記はその一例。
ハイパースライム
巨大スライム。プリンのような色合いだが、ダークイエロースライムのカラー。
イフリート
スピリット族。HPが高く物理攻撃のダメージを1にする。ランクが低くても討伐しやすい。
マザーアーチン
青色の巨大アーチン。接触ダメージが通常のアーチンより高くなっている。

#### スーパーモンスター
特定のクエストにのみ出現するモンスターで、各種族の最下位モンスターが巨大化している「だけ」。攻撃力も低いので、メンバーが複数いるなら討伐は一瞬である。下記は一例。
スーパーグリーンスライム
でかいだけのグリーンスライム。それ以外は何もない。
スーパーブラックナイト
でかいブラックナイト。槍突進はシールドガードできない点「だけ」注意。

#### ボスモンスター
エピックもしくはクエストの最後に待ち受けることがある。ドルアーガなどの固有モンスターもいるが、下記は一例。
ライバルキャラクター
上記の紹介を参照。
ドラゴン系（地上）
クオックスなど。当たり判定は頭・体・両前足・尻尾にある。主に火炎弾、のし掛かり、尻尾はたき、タックルを仕掛けてくる。タックルして壁にぶつかった後は、大ダメージを与える好機となる。
ドラゴン系（飛行）
ティアマットなど。当たり判定や、地上で繰り出す技などは同じだが、飛行能力を活かした爆撃やボディプレスが猛威を振るう。カオスティアマットは非常に強敵となる。
ミノタウロス
牛の頭を持つ巨人。手にした武器を振るってくるが、武器が突き刺さって抜けなくなることがある。そこが好機。
ストーンスタチュー
石巨人ともいう。行動パターンはミノタウロスと同じ。
海竜族
リヴァイアサン等。水の中から首を出してきたときだけが攻撃の機会。巨体に見合った攻撃や、氷結弾で応戦してくる。
防衛装置バキュラ
モノリスからはレーザービームやフィールドを発生させ、プレイヤーを拒む。耐久力が一定を切ると攻撃が激しくなる。

## キャラクター習得技能
ギルガメス、ワルキューレ、ヤング・カイ、ゼオバルガのプレイヤーキャラクターは、ランクアップすることによって、新しい技能を習得し、強くなる。習得技能は、習得した時点で能力がアップする「スキル」、何度でも使える特技「アーツ」、APを消費して必殺技・魔法を繰り出す「フォース」の三種。

### スキル
習得した時点で効果が発揮され、以後のプレイでも効果が持続する。ランクアップでスキルレベルが上がることもある。
ギルガメス
- オフェンス
  - 攻撃力がアップする。
- ディフェンス
  - 防御力がアップする。
- ガード
  - シールドガード（ボタン長押しアクション）の範囲が広がる。

ワルキューレ
- ストライク
  - クリティカルヒット率がアップする。
- ドッジ
  - 回避率がアップする。

ヤング・カイ
- 加護
  - 3カウント毎にAPが徐々に回復していくようになる。
- マナ
  - 攻撃力がアップする。
- レジスト
  - 魔法抵抗力がアップする。

ゼオバルガ
- ヘイスト
  - 攻撃速度がアップする。
- タフネス
  - 最大HPがアップする。
- ロックオン
  - 命中率がアップする。

### アーツ
自分や味方を強化したり、敵の状態を変化させるなど、補助的な役割を果たす特技。一度使ったら、アイコンが黒くなり、明るくなるまでそのアーツを使うことが出来ない。スキル同様、レベルが上がることもある。
ギルガメス
- ヒート
  - 短時間、自分と一定範囲にいる味方の与ダメージ倍率とクリティカル率を上げる。余談だがパンフレットでは「防御力を犠牲にして攻撃力を上げる」となっているが、防御が下がるのは開発当時の仕様だった模様。
- プロボーク
  - 一定時間、周囲の敵の注意を自分に固定する挑発技。
- パリング
  - 盾を構え、その間に物理攻撃をガードした場合、カウンターで相手に大きなダメージ（クリティカル扱い）を与える。「攻撃を受ける」ことで効果を発揮するためか、ギルガメスのアーツで唯一無敵時間がない。
- バッシュ
  - 盾で敵1体を殴りつけ、気絶させる。動作中は無敵状態になり、しかも再使用までの時間が比較的短いために緊急回避として使用することもできる。
- ランパート
  - 短時間、自分と一定範囲にいる味方の被ダメージ倍率を下げ、状態異常にならなくなる。魔法ダメージも軽減可能。先述のヒートと効果を重複させることが出来ない（後からかかった方が有効）。

ワルキューレ
- 鷹の目の術
  - 一定時間視界を広げ、より遠くの敵が見えるようになる。
- 羽隠れの術
  - 一定時間姿を消し、敵に見つからなくなる。攻撃やフォース、アーツなどを行うと解除。
- 氷結の術
  - 矢に氷結効果と氷結属性を与え、氷結の矢を敵に当てることで動きを鈍らせることが出来る。
- 速射の術
  - 攻撃速度が上がり、溜め攻撃とフォースの溜め時間を短くすることが出来る。
- 加速の術
  - 一定時間、移動速度と回避率をアップする。
- 貫通の術
  - 矢が敵を貫通していくようになる。先述の弓術はすべて重複可能。
- 精霊召喚の術
  - ミニサンドラを召喚。一緒に戦ってくれるが、ターゲットに向かって攻撃してくれるわけではない。

ヤング・カイ
- プロテクション
  - 一定時間もしくは一定回数、敵の攻撃を無効化する。一撃が大きなダメージに対して強い。「イシターの復活」に登場した防御魔法だった。
- メディテイション
  - その場で祈りを捧げAPを回復する。吹き飛ばされるか移動すると状態解除。解除してもすぐに使える。
- コンセントレイション
  - 一定時間、溜め攻撃、フォース詠唱・再詠唱時間を短縮する。
- チャーム
  - 相手にハートマークを飛ばし、魅了する。魅了された敵は近くの敵を攻撃するようになる。
- 万物の息吹
  - ターゲットしている味方のAPを瞬時に回復する。
- アンシーン
  - 一定時間敵から見えなくなる。移動やメディテイション以外の行動を取ると解除。「イシターの復活」に登場した魔法「アンシーン・サーヴァント」を今作用に仕立て上げた。
- クリスタルボディ
  - 自分が受けたダメージを吸収してくれるクリスタルを召喚する。一定量のダメージを受けるか、時間経過で消えてしまう。アーチン族やローパー族の接触ダメージに対して強いが、許容量を超過したダメージは無効化出来ない。

ゼオバルガ
- アームオフ・セット
  - 腕の分離と結合。分離した腕は一緒に戦ってくれるが、敵に狙われ、ダメージを受けると自分のHPから引かれていく。なおアームセットを入力すると、その直後から腕はいっさいのダメージを受けない。アームオフ中の本体は、腕部パーツに内蔵されたナイフで格闘し、装備によって見た目が変わることがある。
- セーフティカット
  - 分離した腕の攻撃・防御・魔法防御をアップする。アームセット状態でこれをかけても、自分の能力は上昇しない。つまりアームオフ状態でなければその効果は発揮されない。オーバードライブとの重複が出来ない。
- ハイパーチャージ
  - 自分本体の攻撃・防御・魔法防御をアップする。常時かけておくと良い。
- キャプチャーアーム
  - 正面に右腕を伸ばして、ヒットした相手を気絶＆自分の手前に引き寄せる。
- オーバードライブ
  - 短時間腕に過電流を流して、ダメージ増加＆気絶効果付与。アームオフしていた場合は、腕にのみ効果が付く。また、アームセットしていた場合、一部のフォースに気絶効果を付与することが出来る。セーフティカットとの重複は出来ない。
- トランスフォーメーション
  - 一定時間、「ゼビウス」に登場したバキュラを思わせるモノリスに変身し、変身中は（即死攻撃含む）すべてのダメージを無効化する。攻撃・アーツ・フォースを行うと解除。反撃ダメージを与える装備を付けていると、バキュラ状態でも反撃が可能（この点を活かし、ウィスプを安全に消滅させることも可能）。リキャスト時間が非常に長い。

### フォース
APを消費して、魔法や必殺技を繰り出す。複数人数のプレイヤーがいるとき、フォースを発動したキャラクターの一定範囲内にいると「フォースリング」が掛かることがある。この状態でフォースを発動すると、レベルアップしたフォースを発動する事が出来る。味方同士でリングを回し合うことを「フォース連携」と呼び、これを無くして高難易度クエストのクリアは出来ない。
ギルガメス
- サンダースラッシュ
  - 敵1体を斬りつけた後、ジャンプして稲妻落としを行う主力フォース。レベルアップで稲妻の本数が増える。最初の斬りつけはスーパーアーマー、ジャンプしてからは無敵状態。敵が密集している場合のみ、斬りつけてから稲妻を落とすまでの間にターゲットの変更が可能。
- アースクラッシュ
  - 地面を吹き飛ばして攻撃し、敵を気絶させることが出来る。レベルアップで地面を吹き飛ばす範囲が大きくなる。発動までの時間が非常に早い。また、攻撃は壁を貫通する。
- エアバレット
  - 前方に気弾を飛ばす。三段階にチャージ可能な飛び道具。ヒットした敵はノックバックする。レベルアップで威力と気弾の寿命が上がる。
- フレイムチャージ
  - 突進攻撃を2+レベル数ぶん繰り出す。一撃の威力が高く、突進で体が燃えている時は一切のダメージを受けない。レベルアップで突進回数が増える。
- ムーンブレイド
  - 円月斬を繰り出し、ヒットした敵を少し後退させる。レベルアップで範囲が劇的に拡大。

ワルキューレ
- ホーリーレイン
  - ターゲットの周囲に聖なる矢の雨を降らせる。三段階にチャージ可能。レベルアップで効果範囲が広がる。不死系モンスターには効果が高い。
- ハリケーンショット
  - ターゲットをノックバックさせる矢を発射する。ギルガメスのエアバレットと同様の性質がある。
- ヒールレイン
  - ターゲットの周囲にHPを回復する矢を降らせる。敵が浴びてもHPは回復しないが、不死系モンスターがこれを浴びるとダメージを受ける。ホーリーレイン同様三段階チャージが可能で、レベルアップで効果範囲が広がる。
- スリープショット
  - ターゲットに睡眠効果のある矢を打ち込む。範囲攻撃。一部のボスに効くことがある。三段階チャージ可能、レベルアップで炸裂時の範囲拡大。
- エターナルソード
  - 前方に強烈な剣劇と矢の雨を浴びせる一撃必殺技。レベルアップで矢の雨の時間が長くなる。装備と発動した時のアングル次第では…?

ヤング・カイ
- ヒール
  - ターゲットを回復する。敵も回復可能。不死系モンスターにはダメージを与える。レベルアップで回復量アップ。
- ファイヤーエレメント
  - 画面をドラッグした部分に火柱を展開する。何もしないと自分の周囲に火柱を出す。レベルアップで火柱を出せる本数が増える。
- コールギル
  - ギルガメスの幻影を呼び出し、幻影はプロボークして敵を引きつける。レベルアップでプロボーク効果アップ。
- シールド
  - 味方一人の防御・魔法防御をアップする。レベルアップで防御力上昇値アップ。
- アイスストーム
  - ターゲットに氷塊を落とす。複数のターゲットに落とす事も可能。何もしないと自分に落ちる。レベルアップで氷塊の数が増える。
- ヒートボディ
  - 味方一人を焦がし、一定時間反撃ダメージ効果を付与する。レベルアップで効果上昇。
- サンダーボルト
  - タッチした場所に雷を落とす。何もしないと自分を中心にランダムに雷が落ちる。威力が高い反面、消費APが多め。レベルアップで落とせる雷の本数が増える。

ゼオバルガ
- サイコニウムドリル
  - 正面にドリルを展開し、敵にダメージを与える。レベルアップでドリルが巨大化し、稼働時間が長くなる主力フォース。
- ウェポンバリア
  - アームオフ時限定。本体が腕を遠隔操作し、腕からドーム状にバリアを展開する。バリアから一定範囲で受けるダメージを0にする（即死攻撃は無効）。レベルアップでバリアの範囲拡大。
- スピンカッター
  - 刃物に変身し、周囲の敵を切り刻む。しかし威力は低い。レベルアップで範囲と回転時間が大きくなる。
- メテオシェイプ
  - 鉄球に変身し、転がって相手を轢き倒す。慣性が働くので、コントロールに少々コツがいる。威力が高いので多段ヒット出来ると強い。レベルアップで鉄球の大きさと破壊力が上がる。
- リアクティブマイン
  - 腕を地雷にして仕掛ける。任意のタイミングで爆発させられる（この時点でAP消費）。爆発に巻き込まれた敵は気絶する。埋めた腕は、アームセットで元に戻すことが出来る。レベルアップで爆発範囲拡大。
- オービタルリフレクター
  - 衛星軌道レーザー発射装置に変身し、一点集中砲火を行う狙撃攻撃。一部の敵は、レーザーを照射し続けることで、動きをコマ送りにすることが可能。レベルアップで発動時間と破壊力が増す。

## アイテム

### 装備品
頭・体・腕・脚
主に防御に関する部位で、追加ステータス補正（装備中最大HP/AP上昇、物理/魔法ダメージ軽減等）がある場合も。ただしゼオバルガ脚のみ「二脚」「四脚」「浮遊」「キャタピラ」タイプが存在し、移動速度に補正が掛かる。原則として速さは浮遊>四脚>二脚>キャタピラ。
右手・左手
こちらは主に武器を所有する部位で、攻撃力に関する。例外としてギルガメス左手は「盾」を所有し、ゼオバルガは両手で攻撃するために、両手に同じ武器を装備することができ（表記は「両手」で、合成時は右手部位扱い）、武器の追加補正も装備分だけ受ける。武器には属性や特殊効果（与ダメージ倍率上昇、一定確率で状態異常を与える等）が付与されている場合がある。
重量と攻撃速度
武器には重量が決められており（盾・矢・本にはない）、この数値が低いほど攻撃速度が高くなる。逆に数値が高いと遅くなる。武器の攻撃力と重量は比例する傾向にあるものの、強い武器が全て重いわけではなく、強くて軽い武器も多数存在する。
熟練度
武器は使い込むと熟練していき、その武器に対する練度が高いと、装備した際、武器の基本攻撃力に補正が付く。
装飾品
いわゆるアクセサリで、ステータスの底上げをしてくれるアイテム。長所を伸ばすように装備するのも、弱点を補うように装備するのも自由。

### 素材・消耗品
素材
レシピ合成の素材として用いることがあるが、消耗品のように持ち込んで使うこともできるアイテム。特殊な液体やタブレット（金属板）、力を秘めた石など。勿論通常合成素材として使うことも可能で、合成法則により素材を作ることも。
消耗品
上記8種のどれにも属さない、ポーション類や魔法のスクロールなど。レア度としては低めの傾向にある。

### 貴重品
主にエピックの進行で入手し、いかなる場合もなくならない。ただし、あるクエスト限定の貴重品が存在し、それに限り、ゲーム中の条件に応じて獲得もしくは喪失する。
貴重品以外、いずれのカテゴリも、過去のゲーム作品に登場したアイテムが幾つか登場している。

## コミュニケーションタワー
旅の準備は、おもにプレイ筐体ではなくこちらで行う。ちなみにキャラクターカードを差し込んだ後の利用時間は3分だが、何度でも使うことが出来る。

### カスタマイズ
装備を含むアイテムのやりとりや、合成はこのカテゴリに分類する。
装備変更
武具ならびに携帯アイテムの変更を行う。アイテムは、購入・拾うだけでは効果を発揮せず、この画面かプレイ前の待機画面で装備しなければ使えない。
ショップ
装備品と携帯アイテムの購入、所持品の売却が可能。品揃えはエピックの状況により増えていく。
染色
タワー内の特殊通貨（GEM）を購入し消費することにより、（主に）防具のカラー変更が可能。こちらもエピックの状況により選択できる色が増えるが、ある条件を満たすことで、一部の装備品に設定されたSPカラーの選択が可能に。
合成
- 通常のアイテム合成

独自の法則により新たなアイテムを生み出す。用いるアイテムの個数は2もしくは3で、レアなアイテムを用いるほどよいものが出来やすい、と考えて良い。合成には時間がかかり、染色でも使えたGEMを投入することで、（リアルタイムの）最短10分でアイテムを完成させられる。アイテムの優先順位については、小冊子に掲載されている。
- レシピ合成

決まった素材を投入することで完成するアイテムがあり、希少なものから強力なものまで様々。こちらも時間短縮が可能。
- 特殊な合成

レシピ合成に分類されるが特殊な合成方法が存在する。
- アストラル合成

序盤のエピックをクリアすることで、装備品A（見た目に使いたい）と装備品B（ステータスが高くて使いたい）という、見た目重視の合成が可能になる。1つにつきGEMを1個消費し、頭・体・腕・脚のみ（ゼオバルガ脚のみ、移動タイプの一致も必要）、同じ部位同士でなければ合成できず、分解した場合はGEMが戻らない。この合成をかけたアイテムには「A」が付く。

### ユーティリティ
プレイに関するオプション設定を行う。
ショートカット
ゲームプレイ時に表示される、画面下のショートカットスロットの内容と、ゲーム中に持ち込むチャットを設定出来る。よく使うものを選択するべき。
称号変更
ゲーム中に得た称号の変更。好みで選ぶとよい。主にシナリオクリアや特定条件達成で獲得する。
設定変更
パスワードロックの設定と、プレイヤーネームの変更。

### ICカード
ICカードに関する操作を行う。
倉庫整理
空のICカードを、キャラクターカード専用の倉庫として登録し、アイテムの出し入れが可能。1キャラクターに対して複数の倉庫カードを作成できるが、複数のキャラクターカードで1つの倉庫を共有できない。
トレード
文字通り他のキャラクターカードとのアイテム・ゴールドの受け渡しが可能。
宝くじ
使用度数0のカードは、1度だけ宝くじ券として使うことができ、何かしらのアイテムが得られる。ちょっと強力な装備品から、爆笑を誘う装備品等が得られるが、何が出るかは分からない。度数が1以上からでも宝くじは引ける。

## 音楽
音楽は題材であるバビロニアン・キャッスル・サーガおよび『ワルキューレの伝説』などの楽曲のアレンジと、本作オリジナルの楽曲とで構成される。作曲・編曲は、スーパースィープの佐宗綾子と、フリーの齋藤博人が手がけている。
長らくサウンドトラックは世に出なかったが、オンラインサービス終了から5年以上経過した2014年10月31日に、CD2枚組でリリースされた。なお、ライナーノーツには制作者のコメントのほか、本作のヘビープレイヤーであったなかやまらいでんも寄稿している。

## 関連作品
- ワルキューレの冒険 時の鍵伝説
- ゼビウス - 物語の舞台となる世界の古代語の基となっているのが「ゼビ語」とされている。それと関連して、ゼオバルガの台詞や装備にゼビ語が使われていることが多い。それ以外には、「ブラグザストーン」などがアイテムとして登場している。

## 外部サイト
- 公式ウェブサイト
- druaga_online (@druaga_online) - X（旧Twitter）